# Když Chinaski tak naživo
Když Chinaski tak naživo je osmé studiové album české hudební skupiny Chinaski, vydané v roce 2008 společností Universal Music s.r.o. Jde o DVD záznam koncertu ze stejného roku a CD s výběrem toho nejlepšího.

## Seznam skladeb
| Pořadí | Název                       | Délka |
| ------ | --------------------------- | ----- |
| 1.     | Shake It (Live)             | 3:40  |
| 2.     | Basama fousama (Live)       | 3:15  |
| 3.     | Vedoucí (Live)              | 3:33  |
| 4.     | Zadarmo (Live)              | 3:55  |
| 5.     | Vakuum (Live)               | 4:23  |
| 6.     | Tichý nájemník (Live)       | 3:55  |
| 7.     | Strojvůdce (Live)           | 4:33  |
| 8.     | Vrchlabí (Live)             | 3:52  |
| 9.     | Dlouhej kouř (Live)         | 5:50  |
| 10.    | Baletka (Live)              | 3:51  |
| 11.    | Drobná paralela (Live)      | 4:44  |
| 12.    | Láska a jiná násilí (Live)  | 3:48  |
| 13.    | Slovní pyrotechnika (Live)  | 3:40  |
| 14.    | 1970 (Live)                 | 4:24  |
| 15.    | Punčocháče (Live)           | 3:38  |
| 16.    | 1. signální (Live)          | 3:24  |
| 17.    | Zrcátko (Live)              | 4:10  |
| 18.    | Sonet 147 (Live)            | 4:30  |
| 19.    | Vinárna u Valdštejna (Live) | 5:04  |

## Hudební aranžmá
1. Shake It – hudba: Ondřej Škoch, text: Pavel Grohman
2. Basama fousama – hudba: František Táborský, text: Pavel Grohman
3. Vedoucí – hudba: Štěpán Koch, text: Pavel Grohman
4. Zadarmo – hudba: František Táborský, text: Pavel Grohman
5. Vakuum – hudba: František Táborský, Michal Malátný, text: Pavel Grohman
6. Tichý nájemník – hudba a text: Michal Malátný
7. Strojvůdce – hudba a text: Michal Malátný
8. Vrchlabí – hudba: Karel Herman, text: Michal Malátný
9. Dlouhej kouř – hudba a text: Michal Malátný
10. Baletka – hudba: Ondřej Škoch, text: Pavel Grohman
11. Drobná paralela – hudba: František Táborský, text: Michal Malátný
12. Láska a jiná násilí – hudba: Ondřej Škoch, text: Tomáš Roreček
13. Slovní pyrotechnika – hudba: Ondřej Škoch, Adam Stivín, text: Pavel Grohman
14. 1970 – hudba: František Táborský, text: Pavel Grohman
15. Punčocháče – hudba: Michal Malátný, text: Pavel Grohman
16. 1. signální – hudba: František Táborský, text: Michal Malátný
17. Zrcátko – hudba: Petr Kužvart, text: Pavel Grohman
18. Sonet 147 – hudba: Michal Malátný, Karel Heřman, text: M. Hilský
19. Vinárna u Valdštejna – hudba a text: Michal Malátný